# Cường quốc nhỏ
Cường quốc nhỏ hay Tiểu cường quốc (tiếng Anh: Small power) là một cấp độ trong hệ thống phân loại và xếp hạng các Cường quốc trên thế giới ngày nay, dùng để chỉ một quốc gia có chủ quyền sở hữu sức mạnh thấp nhất trong cách đánh giá, phân chia sức mạnh trong nhóm các Cường quốc.
Vào cuối thế kỷ 16, nhà tư tưởng chính trị người Ý Giovanni Botero đã phân chia thế giới thành ba loại nước (theo tiếng Ý) - Grandissime (đế quốc), Mezano (trung cường) và Piccioli (các cường quốc nhỏ). Tương ứng trong tiếng Anh là Great power, Middle power và Small power. Trong đó, Small power là khái niệm chỉ một nước có năng lực quốc gia (sức mạnh tổng hợp quốc gia) ở mức độ nhỏ. Power được dùng chỉ năng lực quốc gia (sức mạnh tổng hợp quốc gia) theo nghĩa chung, nhưng trong tiếng Việt thường được dịch thành khái niệm "Cường" với một ý nghĩa mang sắc thái rất khác, nó mang tính chất nhấn mạnh mức độ của tình trạng. Đồng nghĩa sẽ có một lớp quốc gia thấp hơn mức Tiểu cường quốc.
Đến nay vẫn chưa có một định nghĩa chính thức về tiểu cường quốc (quyền hạn nhỏ). Do đó, chúng được định nghĩa theo nhiều cách khác nhau, như Thorhallsson và Steinsson chỉ ra: sự thiếu hụt các nguồn lực, thiếu khả năng xác định quyền lực và tầm ảnh hưởng là vấn đề trung tâm đối với hầu hết các định nghĩa về tiểu cường quốc (quyền hạn nhỏ). Yếu tố phổ biến nhất để xác định loại quyền hạn này là kích thước dân số. Bên cạnh quy mô dân số, các biến số khác như lãnh thổ, kinh tế và khả năng quân sự cũng được sử dụng.
Mặc dù yếu tố phổ biến nhất để xác định các cường quốc nhỏ là quy mô dân số, nhưng không có sự nhất trí về việc các quốc gia đông dân được định nghĩa là các cường quốc nhỏ hay trung bình như thế nào. Mặc dù các nước có ít hơn 10 hoặc 15 triệu dân được coi là nhỏ bởi hầu hết các học giả, nhưng nước có tới 30 triệu người đôi khi vẫn được coi là nhỏ. Các học giả khác nghĩ về kích thước như một khái niệm tương đối, họ tập trung vào khía cạnh ảnh hưởng nhiều hơn, ảnh hưởng của các đại cường quốc lớn và các cường quốc tầm trung lớn hơn nhiều so với các cường quốc nhỏ. Các nước nhỏ hầu như không có khả năng ảnh hưởng đến hệ thống chính trị quốc tế.

## Danh sách các tiểu cường (quyền hạn nhỏ)
Dưới đây là danh sách những quốc gia được mô tả là Tiểu cường quốc năm 2018:
- Albania[4]
- Armenia[5]
- Bosna và Hercegovina[4][5]
- Bulgaria[6]
- Costa Rica[5]
- Estonia[5][7]
- Iceland[7][8]
- Latvia[9]
- Litva[10]
- Bắc Macedonia[4]
- Montenegro[4]
- Serbia[4]
- Slovakia[11]
- Slovenia[7]

Xếp sau danh sách này là phần lớn các nước trên thế giới, họ ở mức không được đánh giá là một cường quốc.